# Ordgarius bicolor
Ordgarius bicolor är en spindelart som beskrevs av Pocock 1899. Ordgarius bicolor ingår i släktet Ordgarius och familjen hjulspindlar. Inga underarter finns listade i Catalogue of Life.